# Benimaclet (barri de València)
Benimaclet és un barri de la ciutat de València inclòs al districte homònim i situat al sector nord del nucli urbà de la ciutat. Fita amb Camí de Vera al nord, amb el barri d'Els Orriols situat al districte de Rascanya a l'oest, amb el Pla del Real i La Saïdia al sud i amb el districte d'Algirós a l'est.
Conforma el nucli de l'antic municipi de Benimaclet, que va conservar la seua independència entre el segle XVI fins al 1878, any que va ser incorporat al terme de València.
La seua població és de 22.779 habitants en l'any 2022.

## Geografia
Limita amb el barri de Camí de Vera al nord, inclòs al mateix districte de Benimaclet; amb Orriols, Sant Llorenç i Sant Antoni per l'oest, inclosos als districtes de Rascanya i La Saïdia; amb Trinitat, així com Jaume Roig i Ciutat Universitària al sud, pertanyents a La Saïdia i el Pla del Real; i amb la Vega Baixa i La Carrasca a l'est; part tots dos del districte d'Algirós.
Pel sud queda delimitat per l'avinguda del Primat Reig i les vies de tramvia de les línies 4 i 6, que segueixen el camí de l'antic trenet i constituïa la separació física tradicional amb la ciutat. La resta del districte té límits irregulars, abarcant principalment l'antic nucli rural del poble així com els eixamples més antics, tot i que inclou una zona moderna entre les avingudes del Primat Reig, Victor Zaragozà i Catalunya, on s'hi troba el poliesportiu del barri. Els limits del barri exclouen també la zona d'horta situada a l'est d'ell, tot i que si que en forma part, del districte.

## Demografia
| 1991   | 1996   | 2001   | 2012   | 2017   | 2022   |
| ------ | ------ | ------ | ------ | ------ | ------ |
| 23.401 | 24.151 | 24.303 | 23.985 | 23.631 | 22.779 |

La població ha romàs relativament estable d'ençà del 1991, tot i que s'hi ha produït un important canvi demogràfic. La seua proximitat a les zones universitàries, bones connexions amb el transport públic i peculiar trama urbana, així com la proximitat a l'horta valentina l'han convertit en un pol d'atracció d'estudiants i gent jove en general.